# Красный Яр (Ярославская область)
Кра́сный Яр — посёлок в Пошехонском районе Ярославской области России. Входит в состав Пригородного сельского поселения.

## География
Посёлок находится в северной части области, в подзоне южной тайги, на правом берегу реки Согожа, на расстоянии примерно 44 км (по прямой) к северу от города Пошехонье, административного центра района.

### Климат
Климат характеризуется как умеренно континентальный, с продолжительной холодной зимой и коротким умеренно тёплым летом. Среднегодовая температура воздуха — +2,9…+3,5 °C. Годовое количество атмосферных осадков — 500—750 мм, из которых большая часть выпадает в тёплый период. Преобладающее направление ветра юго-западное.

### Часовой пояс
Посёлок Красный Яр, как и вся Ярославская область, находится в часовой зоне МСК (московское время). Смещение применяемого времени относительно UTC составляет +3:00.

## Население
| 2007 | 2010 |
| ---- | ---- |
| 38   | ↘24  |

### Национальный состав
Согласно результатам переписи 2002 года, в национальной структуре населения русские составляли 96 % из 77 чел.